# Lampugnino Birago
Lampugnino Birago (... – 9 aprile 1472) è stato un politico, militare e umanista italiano.

## Biografia
Nato probabilmente sul finire del XIV secolo e allievo di Francesco Filelfo, le prime notizie sul Birago risalgono al 1441, quando viene citato in una lettera nelle vesti di politico, e nel 1450, quando figura come comandante delle truppe dell'Aurea Repubblica Ambrosiana nel tentativo di calmare la folla. Rifugiatosi poi presso la corte papale di Niccolò V (1447-1455), qui scrisse lo Strategicon adversus Turcos in risposta alla caduta di Costantinopoli del 1453. Salito al soglio pontificio l'umanista Pio II (1458-1464), al secolo Enea Silvio Piccolomini, a quest'ultimo il Birago indirizzò la versione latina della Ciropedia di Senofonte così come la Vita di Artaserse di Plutarco. L'attività più intensa fu però alla corte di Paolo II (1464-1471), presso la quale tradusse sempre Plutarco e dedicò al pontefice le Antiquitates Romanae di Dionigi di Alicarnasso. Morì nella notte del 9 aprile 1472.